# بیل توماس
بیل توماس (انگلیسی: Bill Thomas؛ زادهٔ ۱۹۵۲ میلادی) بازیگر اهل بریتانیا است.
از فیلم‌ها یا برنامه‌های تلویزیونی که وی در آن نقش داشته‌است می‌توان به آلیس در آن‌سوی آینه، آهنگی برای ماریون و پوآرو اشاره کرد.